# GEDCOM
GEDCOM es un formato de archivo de datos. Fue desarrollado por el Departamento de Historia Familiar de La Iglesia de Jesucristo de los Santos de los Últimos Días, comúnmente llamada los mormones, que proporciona un formato flexible y uniforme para el intercambio de datos genealógicos computarizados. Es un acrónimo de GEnealogical Data COMmunication (comunicación de datos genealógicos).
Los programas de genealogía, tanto libres como comerciales que usan GEDCOM como su tipo de archivos de datos, crean un formato simple para los grupos familiares y cuadros genealógicos de tal forma que se puedan compartir dichas bases de datos ancestrales entre un programa y el otro e incluso a páginas web. Todos los nexos de familiares entrados a un programa son protegidos al hacer intercambios con otros software que reconozcan el formato GEDCOM.

## Características
Un archivo GEDCOM son caracteres (generalmente ANSEL o ASCII) conteniendo información genealógica de individuos y metadatos que enlazan esos datos. La mayoría de los programas ancestrales permiten el importar a y exportar de un formato GEDCOM. Sin embargo algunos programas de genalogía usan extensiones dentro del GEDCOM que no siempre son reconocidos por otros programas genealógicos. Existen herramientas para convertir archivos GEDCOM a páginas HTML.

## Modelo GEDCOM
El GEDCOM usa un modelo de enlaces de datos. Este modelo está basado en el núcleo familiar y el individuo. Contrasta con modelos de evidencia, en el que la información está estructurada reflejando la evidencia descubierta o de soporte. En el modelo de enlaces del GEDCOM, toda la información está estructurada para presentar la realidad asumida, es decir, las núcleos familiares o individuos reales (o hipotetizados).
Esa es una versión del denominado Evento GEDCOM, usado por algunos programas. Aunque basado en eventos, es un modelo basado en realidades asumidas en vez de evidencias, y permite mayor flexibilidad por permitir cierta separación entre los eventos asumidos y sus participantes.

## Estructura de un archivo GEDCOM
Un archivo GEDCOM consiste en una sección para cabecera, registros y una sección final. Un registro representa una persona (registro INDI), familia (registro FAM), fuente de información (registro SOUR) y otros misceláneos incluyendo notas.
Cada línea de un archivo GEDCOM comienza con un número que indica el nivel. Todos los registros de alto nivel (HEAD, TRLR, SUBN, y cada INDI, FAM, OBJE, NOTE, REPO, SOUR, y SUBM) comienza con una línea de nivel 0. Los restantes niveles son numerados con un número entero positivos. Aunque, teóricamente sea posible escribir un archivo GEDCOM a mano, el formato fue diseñado para ser usado por el software, por lo que, sin una interfaz de algún programa, no es amigable:
```
0 HEAD 
1 SOUR Reunion
2 VERS V8.0
2 CORP Leister Productions
1 DEST Reunion
1 DATE 11 FEB 2006
1 FILE test
1 GEDC 
2 VERS 5.5
1 CHAR MACINTOSH
0 @I1@ INDI
1 NAME Bob /Cox/
1 SEX M
1 FAMS @F1@
1 CHAN 
2 DATE 11 FEB 2006
0 @I2@ INDI
1 NAME Joann /Para/
1 SEX F
1 FAMS @F1@
1 CHAN 
2 DATE 11 FEB 2006
0 @I3@ INDI
1 NAME Bobby Jo /Cox/
1 SEX M
1 FAMC @F1@
1 CHAN 
2 DATE 11 FEB 2006
0 @F1@ FAM
1 HUSB @I1@
1 WIFE @I2@
1 MARR 
1 CHIL @I3@
0 TRLR
```